# Sarpi (Georgien)
Sarpi (georgisch სარფი türkisch Sarp, lasisch სარფი/Sarpi) ist der nördliche Teil des geteilten Grenzdorfes in Georgien, in der Autonomen Republik Adscharien, in der Munizipalität Chelwatschauri.
Sarpi liegt an der georgisch-türkischen Grenze auf einer Höhe von 0 bis etwa 155 Metern unmittelbar an der Küste des Schwarzen Meeres. Die Einwohner gehören überwiegend dem Volk der Lasen an. In Sarpi lebt der größte Teil der in Georgien und außerhalb der Türkei ansässigen Lasen. Der in der Türkei gelegene Nachbarort ist Sarp. Das gleich nördlich gelegene Dorf Gonio ist ein populärer Seekurort in Georgien.
In Sarpi/Sarp befindet sich ein Grenzübergang im Verlauf der Europastraße 70.